# Drabescus remotus
Drabescus remotus är en insektsart som beskrevs av Walker 1851. Drabescus remotus ingår i släktet Drabescus och familjen dvärgstritar. Inga underarter finns listade i Catalogue of Life.